# Di truyền gen lặn liên kết X
Di truyền gen lặn liên kết X là phương thức kế thừa gen lặn có lô-cut tại vùng không tương đồng của nhiễm sắc thể giới tính X cho đời sau. Đây là thuật ngữ dùng trong di truyền học, ở tiếng Anh là "X-linked recessive inheritance".
Di truyền gen lặn liên kết X là một trường hợp của di truyền liên kết giới tính, khi gen đang xét là gen lặn, có lô-cut định vị tại vùng không tương đồng của nhiễm sắc thể giới tính X.

## Ví dụ và lược sử
Trong khoảng thập niên đầu tiên của năm 1900, Thomas Hunt Morgan đã tình cờ phát hiện ra trong một quần thể ruồi giấm (Drosophila melanogaster) nuôi ở “phòng ruồi" (fly room) của mình có cá thể đực mắt trắng, khác hẳn tất cả các cá thể ruồi đã biết luôn có mắt đỏ. Ông cho lai ruồi đực có đột biến mắt trắng này với ruồi cái mắt đỏ thuần chủng (P), thì thu được tất cả ruồi F1 mắt đỏ. Khi cho F1 giao phối với nhau đã thu được F2 có trung bình 75% số ruồi mắt đỏ: 25% số ruồi mắt trắng, nghiệm đúng tỉ lệ 3 trội: 1 lặn mà Mendel đã chỉ ra; nhưng có điều đặc biệt là ruồi con mắt trắng đều là giống đực. Trong thí nghiệm này, gen đột biến "w" (white) là alen lặn so với alen "+" (hoang dại) quy định mắt đỏ; và gen đó chỉ ở trên X, không có ở trên Y, nên gọi là gen lặn liên kết X, có phương thức kế thừa qua các thế hệ khác hẳn với phương thức di truyền Menđen được phát hiện lại cách đó không lâu. Trường hợp mà T.H. Morgan phát hiện này vừa là trường hợp đầu tiên chứng minh di truyền liên kết giới tính, lại vừa là chứng minh di truyền gen lặn liên kết X (năm 1908).

## Cơ sở di truyền học

Ở ruồi giấm nhiễm sắc thể X có kích thước lớn và mang nhiều gen hơn nhiễm sắc thể Y. Do đó, X mang những gen mà Y không có.

Trong thí nghiệm trên của T.H. Morgan, gen quy định màu mắt ruồi giấm định vị tại nhiễm sắc thể X, còn nhiễm sắc thể Y của loài này không có. Do đó, Morgan giả thuyết rằng: ở con cái (XX) phải có hai alen (++, hoặc +w, hoặc ww) thì màu mắt mới biểu hiện, còn con đực chỉ cần một alen thì màu mắt đã biểu hiện (vì Y không có alen tương ứng).
- Sơ đồ lai của thí nghiệm trên tóm tắt là:

P = ♀X+X+ (đỏ) × ♂XwY (trắng) → F1: ♀X+Xw (đỏ) × ♂X+Y (trắng) → F2 = ♀(1/2 X+ + 1/2Xw) × ♂(1/2X+ + 1/2Y) = 1/4♀X+X+ (cái, đỏ) + 1/4♀X+Xw (cái, đỏ) + 1/4♂X+Y (đực, đỏ) + 1/4♂XwY (đực, trắng).
Như vậy, F2 có tỉ lệ đực: cái vẫn là 1: 1, tỉ lệ trội: lặn vẫn là 3 đỏ: 1 trắng, nhưng các cá thể mắt trắng chỉ là con đực. Giải thích này phù hợp với kết quả thí nghiệm.
- Tuy nhiên, nếu tiến hành lai nghịch phép lai trên - theo truyền thống Menđen đã làm - nghĩa là "đổi chỗ" con cái và con đực ở P, thì Morgan đã thu được kết quả lại khác lai thuận: ở F2 xuất hiện tỉ lệ màu mắt là 1 đỏ: 1 trắng, đồng thời xuất hiện các con cái mắt trắng chiếm khoảng 25%. Sơ đồ tóm tắt thí nghiệm lai nghịch là:

P = ♀XwXw (trắng) × ♂X+Y (đỏ) → F1: ♀X+Xw (đỏ) × ♂XwY (trắng) → F2 = ♀(1/2 X+ + 1/2Xw) × ♂(1/2Xw + 1/2Y) = 1/4♀X+X+ (cái, đỏ) + 1/4♀XwXw (cái, trắng) + 1/4♂X+Y (đực, đỏ) + 1/4♂XwY (đực, trắng).
Sơ đồ chứng tỏ lai nghịch đã xuất hiện ruồi cái mắt trắng ở F2 và cách giải thích này của ông đã được chấp nhận cho đến tận ngày nay.

## Sự khác biệt về tần số kiểu hình tuỳ giới tính
Sau phát hiện của T.H. Morgan, nhiều nghiên cứu khác đã phát hiện phương thức kế thừa gen lặn liên kết X nói trên ở nhiều loài sinh vật khác, kể cả loài người.
Ở người, nam giới thường biểu hiện tính trạng này gấp bội ở nữ giới vì chỉ cần mang một alen lặn là gen này biểu hiện, trong khi nữ giới phải mang hai alen lặn - giống như T.H. Morgan đã giải thích. Giả sử một gen lặn liên kết X gây một loại bệnh di truyền nào đó cho người, có tần số f trong quần thể người là 1% (tức 0,01), thì khả năng mà nam giới bị bệnh này là f = 0,01 nghĩa là cứ 100 người thì có một người bị bệnh (vì họ chỉ có một nhiễm sắc thể X), còn nữ giới thì có tần số biểu hiện bệnh là 0,01 × 0,01 = 0,0001 (tức 0,01%) vì nữ có hai nhiễm sắc thể X, do đó tần số biểu hiện bệnh = f2. Do đó, đột biến gen lặn liên kết X có xu hướng rất hiếm gặp ở nữ giới.
Ở trình độ phổ thông của Việt Nam, sự khác biệt này đã được mô tả là "di truyền chéo": ông ngoại mang gen truyền cho mẹ (có biểu hiện hoặc không) đến cháu trai, dù bố có gen này hay không.

## Bệnh di truyền lặn liên kết X ở người
Hàng loạt rối loạn di truyền do gen lặn liên kết X ở người đã được phát hiện. Sau đây là một số thường gặp.
- Bệnh mù màu: Có khoảng 7 - 10% nam giới biểu hiện bệnh này, nhưng chỉ có khoảng 0,49 - 1% nữ giới bị mù màu.[9] Xem chi tiết ở trang Rối loạn sắc giác.
- Bệnh máu khó đông A (còn gọi là chứng ưa chảy máu dạng A) do gen Factor VIII bị đột biến ở dạng lặn. Bệnh này đã được gọi là "bệnh Hoàng gia" (royal disease) do đã phát hiện ở nhiều thế hệ của Victoria của Anh.[10][11] Xem chi tiết ở trang Bệnh máu khó đông.
- Bệnh loạn dưỡng cơ Đuxen (Duchenne muscular dystrophy) do gen dystrophin định vị trên X bị đột biến ở trạng thái lặn.